# 1487
سنة 1487 كانت سنة بسيطة تبدأ يوم الإثنين (الرابط يظهر نموذج التقويم الكامل للسنة) من التقويم اليولياني.

## أحداث
- حصار مالقة في الفترة ما بين 7 مايو و18 أغسطس.
- نهاية حرب الوردتين في 16 يونيو 1487 والتي بدأت في 22 مايو 1455.

## مواليد
- إسماعيل الصفوي

## وفيات
- جون أرجيروبولوس
- جون دي لابول (إيرل لينكولن الأول)
- شارلوت ملكة قبرص
- كل شاه خاتون إحدى زوجات السلطان العثماني محمد الفاتح
- مارا برنكوفيتش
- ماري من كليفز